# セニョールベスト
セニョールベスト（欧字名:Senor Best、1999年4月13日 - 2014年10月12日）は、日本の競走馬である。2012年に日本の競馬におけるサラブレッドの平地競走の最多出走記録を更新し、通算409戦という記録を残した。

## 経歴
2000年の北海道セールで588万円で取引が行われた。2001年7月19日に浦和競馬場の2歳新馬戦でデビューするも5着に終わる。その後も未勝利が続き2002年夏には名古屋競馬場へ拠点を移し、2002年9月にようやく初勝利を挙げた。
2003年6月に拠点を高知競馬場へ移したのち、2012年2月には出走回数が通算300戦に達し、ダイナブロスが持っていた日本の競馬における平地の最多出走回数記録に並んだ。2月11日に最多出走記録を更新した。
その後もセニョールベストは競走生活を続け、2012年11月には1年6か月ぶりの勝利を記録し、その走破距離は454kmに達した。2014年7月6日のレースではセニョールベストの出走回数が400回に達した。
2014年9月21日の競走（8頭中8着）を終えたのち、セニョールベストが脚をかばって歩くような仕草をみせたことから、管理調教師であった宗石大はセニョールベストの引退を決断する。9月26日付けで競走馬登録が抹消され、引退後は土佐清水市のあしずりダディー牧場で余生を送っていたが、引退からほどなくして2014年10月12日、腸捻転により急死した。
通算出走回数409戦は2020年1月時点においても日本の平地競走、あるいは日本のサラブレッドにおける最多出走記録であり、2位のミヤマリージェント（329戦）とは同年生まれである。

## 血統表
| セニョールベストの血統                               | セニョールベストの血統                                  | セニョールベストの血統                                  | （血統表の出典）                                        | （血統表の出典） |
| 父系                                                 | ノーザンダンサー系                                      | ノーザンダンサー系                                      | ノーザンダンサー系                                      | [ § 2 ]          |
| 父 *ロドリゴデトリアーノ Rodrigo de Triano 1989 栗毛 | 父の父El Gran Senor 1981 鹿毛                           | Northern Dancer                                         | Nearctic                                                | Nearctic         |
| 父 *ロドリゴデトリアーノ Rodrigo de Triano 1989 栗毛 | 父の父El Gran Senor 1981 鹿毛                           | Northern Dancer                                         | Natalma                                                 |                  |
| 父 *ロドリゴデトリアーノ Rodrigo de Triano 1989 栗毛 | 父の父El Gran Senor 1981 鹿毛                           | Sex Appeal                                              | Buckpasser                                              | Buckpasser       |
| 父 *ロドリゴデトリアーノ Rodrigo de Triano 1989 栗毛 | 父の父El Gran Senor 1981 鹿毛                           | Sex Appeal                                              | Best in Show                                            |                  |
| 父 *ロドリゴデトリアーノ Rodrigo de Triano 1989 栗毛 | 父の母Hot Princess 1980                                 | *ホットスパーク                                         | Habitat                                                 | Habitat          |
| 父 *ロドリゴデトリアーノ Rodrigo de Triano 1989 栗毛 | 父の母Hot Princess 1980                                 | *ホットスパーク                                         | Garvey Girl                                             |                  |
| 父 *ロドリゴデトリアーノ Rodrigo de Triano 1989 栗毛 | 父の母Hot Princess 1980                                 | Aspara                                                  | Crimson Satan                                           | Crimson Satan    |
| 父 *ロドリゴデトリアーノ Rodrigo de Triano 1989 栗毛 | 父の母Hot Princess 1980                                 | Aspara                                                  | Courtside                                               |                  |
| 母 ムゲンパワー 1993 鹿毛                            | 母の父*トライマイベスト Try My Best 1975 鹿毛           | Northern Dancer                                         | Nearctic                                                | Nearctic         |
| 母 ムゲンパワー 1993 鹿毛                            | 母の父*トライマイベスト Try My Best 1975 鹿毛           | Northern Dancer                                         | Natalma                                                 |                  |
| 母 ムゲンパワー 1993 鹿毛                            | 母の父*トライマイベスト Try My Best 1975 鹿毛           | Sex Appeal                                              | Buckpasser                                              | Buckpasser       |
| 母 ムゲンパワー 1993 鹿毛                            | 母の父*トライマイベスト Try My Best 1975 鹿毛           | Sex Appeal                                              | Best in Show                                            |                  |
| 母 ムゲンパワー 1993 鹿毛                            | 母の母ワールドマドンナ 1987 栃栗毛                      | *サンプリンス                                           | Princely Gift                                           | Princely Gift    |
| 母 ムゲンパワー 1993 鹿毛                            | 母の母ワールドマドンナ 1987 栃栗毛                      | *サンプリンス                                           | Costa Sola                                              |                  |
| 母 ムゲンパワー 1993 鹿毛                            | 母の母ワールドマドンナ 1987 栃栗毛                      | マリーオーギ                                            | *ダンディルート                                         | *ダンディルート  |
| 母 ムゲンパワー 1993 鹿毛                            | 母の母ワールドマドンナ 1987 栃栗毛                      | マリーオーギ                                            | アコメオーギ                                            |                  |
| 母系(F-No.)                                          | (FN:4号族(F4-r))                                        | (FN:4号族(F4-r))                                        | (FN:4号族(F4-r))                                        | [ § 3 ]          |
| 5代内の近親交配                                      | El Gran Senor、トライマイベスト：2×2 Princely Gift：5×4 | El Gran Senor、トライマイベスト：2×2 Princely Gift：5×4 | El Gran Senor、トライマイベスト：2×2 Princely Gift：5×4 | [ § 4 ]          |
| 出典                                                 | 1. 2. 3. 4.                                             | 1. 2. 3. 4.                                             | 1. 2. 3. 4.                                             | 1. 2. 3. 4.      |